# Komunistyczne obozy pracy sióstr zakonnych w Polsce
Komunistyczne obozy pracy sióstr zakonnych w Polsce − forma represji osób zakonnych zorganizowana przez komunistyczne Służby Bezpieczeństwa, polegająca na internowaniu 1400 sióstr zakonnych w obozach pracy w latach 1954–1956.
W wyniku akcji służb bezpieczeństwa pod kryptonimem "X-2", mającej na celu likwidację życia konsekrowanego na terenie Górnego i Dolnego Śląska w obozach pracy znalazły się siostry z sześciu zgromadzeń:
- Siostry Służebniczki Śląskie
- Siostry Elżbietanki
- Siostry Marianki
- Siostry Ubogie Pielęgniarki III Zakonu św. Franciszka
- Siostry Służebnice Najświętszego Serca Jezusowego
- Siostry Franciszkanki od Chrześcijańskiej Miłości

Akcja została przeprowadzona na mocy decyzji Prezesa Rady Ministrów Józefa Cyrankiewicza z 30 lipca 1954 r. Decyzję uzasadniono argumentem oskarżającym siostry o rewizjonizm niemiecki. Zakonnicom nie przysługiwało żadne odwołanie. Akcję przeprowadzono w dniach 27-29 lipca 1954 przesiedlając siostry do tzw. "klasztorów scentralizowanych", które utworzono poza Śląskiem, w klasztorach z których wcześniej wysiedlono innych zakonników: w Stadnikach, Wieliczce, Otorowie, Kobylinie, Gostyniu, Dębowej Łące i dwa w Staniątkach.
W sumie represjonowanie w ramach akcji "X-2" objęło około 1400 sióstr. Siostry przebywające w warunkach więziennych, bez możliwości opuszczania tych miejsc, zostały zmuszone do pracy na akord np. na rzecz wojska (prace krawieckie). Poddane ścisłej inwigilacji, nieustannie były nakłaniane do współpracy lub do porzucenia życia zakonnego. W wyniku zawartego porozumienia między rządem a episkopatem 8 grudnia 1956 siostry mogły powrócić do swoich macierzystych domów zakonnych. W rzeczywistości jednak wiele z tych domów już władze skonfiskowały i przeznaczyły na inne cele.